# Keffenach
Keffenach es una localidad y comuna francesa, situada en el departamento de Bajo Rin en la región de Alsacia y dentro del parque natural Regional de los Vosgos del Norte.
| 186 | 188 | 179 | 190 | 173 | 206 |
| Para los censos de 1962 a 1999 la población legal corresponde a la población sin duplicidades (Fuente: INSEE [Consultar]) |     |     |     |     |     |